# Zuikō Yonchōme (metropolitana di Osaka)
Zuikō Yonchōme (瑞光四丁目駅?, Zuikō Yonchōme-eki) è una stazione della metropolitana di Osaka situata nell'area est della città. La stazione è vicina all'Università dell'Economia di Osaka e alla stazione di Kami-Shinjō della linea principale Hankyū Kyōto.

## Stazioni adiacenti
| «                 | Servizio          | »                 |
| Linea Imazatosuji | Linea Imazatosuji | Linea Imazatosuji |
| ----------------- | ----------------- | ----------------- |
| Itakano           | Locale            | Daidō-Toyosato    |